# Casa museo Spada antichi strumenti musicali
La Casa museo Spada antichi strumenti musicali è un museo di Lecce dedicato agli strumenti musicali. 

## Storia
Nasce a Montemesola nel 1990 e, nel 2015, si trasferisce a Lecce.  Il museo è ospitato al primo piano della ex fabbrica di scarpe "Fratelli Gidiuli" in palazzo Prete. La casa-museo Spada non è l’abitazione dove ha lavorato o ha vissuto un’importante personalità ma una abitazione vissuta tutti i giorni, nella quale si svolgono le consuete attività domestiche, e che custodisce, al suo interno, la collezione di strumenti musicali. É quindi una casa privata che accoglie i visitatori per mostrar loro le sue meraviglie, una “Wunderhome” con l’ospitalità propria delle case ospitali. Per un’esperienza coinvolgente, i visitatori vengono accolti personalmente dai proprietari con cui si instaura subito un rapporto diretto, si beve un caffè, si indagano esigenze, preferenze, curiosità di ognuno per declinare una visita quanto più possibile su misura. Si accede su prenotazione, solo a piccoli gruppi, per intraprende un percorso tra strumenti musicali che parlano della loro storia, del loro tempo, dei luoghi di origine, di chi li ha costruiti e utilizzati. I visitatori si sentono attesi e desiderati: non c’è biglietteria, non c’è accettazione ma accoglienza, ci si siede sui divani e si chiacchiera di strumenti ma anche di altro, senza la soffocante sensazione di sentirsi in un austero santuario della cultura. Nel museo sono esposti più di mille strumenti musicali costruiti tra il XVI e il XX secolo, suddivisi in nove ambienti (musica liturgica e rituale, musica da banda, legni d'orchestra, musica dell'infanzia, strumenti a tastiera, strumenti a corda, musica dal mondo, musica popolare e musica meccanica). 
Nella biblioteca si trovano 200 libri oltre a dipinti, partiture e manoscritti, in prevalenza di autori meridionali.